# Vieirinha
Adelino André Vieira de Freitas, mais conhecido por Vieirinha (Guimarães, 24 de janeiro de 1986), é um ex-futebolista português que atuava como lateral-direito.

## Clubes
É um jogador que foi formado nas escolas do Vitória de Guimarães e que despertou o interesse do Futebol Clube do Porto indo para as suas equipas de formação (juvenis e mais tarde juniores e Equipa B), sendo para a época 2006/07 foi promovido para a equipa principal, por culpa da extinção da equipa B do clube. É um jogador com uma grande margem de progressão. Surpreendeu no estágio que o Futebol Clube do Porto fez na Holanda pela sua qualidade técnica.
Conseguiu jogar como titular contra o Manchester United no Torneio de Amsterdão onde participou o Futebol Clube do Porto. Marcou ainda um dos golos que garantiram ao Futebol Clube do Porto mais uma Supertaça Cândido de Oliveira.
É internacional português nas camadas jovens, participando em todos os escalões de formação desde os sub-17 até aos sub-21.
Estava emprestado ao Leixões (época 2007/2008), tendo começado a época em grande, com dois golos frente ao Varzim, na Taça da Liga 2007/2008.
Na janela de transferências de 2008/09 ele se transferiu para o PAOK, equipa da Grécia, por empréstimo, e no ano seguinte a título definitivo.
Em janeiro de 2012, Vieirinha transferiu-se para o clube alemão Wolfsburg por 4 milhões de euros.
Em maio de 2025, Vieirinha anunciou a sua aposentadoria do futebol.

## Seleção Portuguesa
Representou a selecção nacional nas suas várias camadas por diversas vezes (num total de 83 partidas), tendo sido convocado na primeira convocatória do escalão sub-23, em Outubro de 2009.
Convocado para o Mundial 2014.
A 31 de Agosto de 2016 foi feito Comendador da Ordem do Mérito.

## Títulos
Porto
- Supertaça Cândido de Oliveira (2006-2007)
- Campeão Nacional (2006-2007)

Wolfsburg
- Copa da Alemanha: 2015
- Supercopa da Alemanha: 2015

Seleção Portuguesa
- Campeonato Europeu: 2016

Paok
- Campeonato Grego: 2018-19, 2023-24
- Copa da Grécia: 2017, 2018, 2019, 2021